# Stadthalle Neuss
Die Neusser Stadthalle ist ein Veranstaltungszentrum an der Selikumer Straße 25 in Neuss. Ihr Saal fasst je nach Nutzung bis zu 1103 Personen. Sie wurde von 1959 bis 1960 gebaut und 1961 eröffnet. Sie wird heute – wie das Zeughaus – von „Neuss Marketing“ unterhalten.